# Edward Lear
Pour les articles homonymes, voir Lear.
Œuvres principales
The Owl and the Pussycat (Minette et le hibou)
Edward Lear est un écrivain, un illustrateur et un ornithologue britannique connu pour sa poésie, né le 12 mai 1812 à Holloway (une banlieue de Londres au Royaume-Uni), et mort le 29 janvier 1888 à Sanremo (royaume d'Italie).

## Biographie
Edward Lear est le vingtième enfant et son éducation est assurée par sa sœur aînée, Ann, de vingt-deux ans son aînée. En 1827, sa sœur et lui quittent la maison familiale. En 1830, il commence à gagner sa vie en tant qu'illustrateur pour un ouvrage intitulé Illustrations of the Family of Psittacidae, or Parrots.
La qualité de ses illustrations fait si grande impression qu'on le compare à Jean-Jacques Audubon. Il continuera à dessiner et peindre toute sa vie même si son rêve le plus cher, illustrer les poèmes d'Alfred Tennyson, ne se réalisera jamais.
Sa santé est très précaire : il souffre d'épilepsie, de bronchite chronique, d'asthme et, vers la fin de sa vie, devient partiellement aveugle.
En 1846, il publie A Book of Nonsense (Un livre a-sensé), un recueil de poèmes humoristiques qui connaît trois éditions successives et qui contribue à populariser ce genre poétique, le limerick, déjà fortement ancré dans la tradition populaire britannique, proche du couplet à bouts rimés se terminant par une petite morale absurde et dont le style emprunte également aux nursery rhymes, entre la berceuse et la comptine pour enfant.
En 1865 paraît The History of the Seven Families of the Lake Pipple-Popple, et en 1867, son plus célèbre recueil de poésie de non-sens : The Owl and the Pussycat (Minette et le hibou), qu'il a écrit pour les enfants de son patron Edward Smith-Stanley, 13e comte de Derby.

## Œuvres

### Titres parus en France
(Note : liste exhaustive. La première date est celle de la première publication en France)
- 1947 : Deux histoires ineptes : Histoire des quatre petits enfants qui partirent pour le tour du monde. Histoire des sept familles du lac Pipple-Popple[4] Traduit par Simone Lamblin, couverture de Mario Prassinos ; Paris, Fontaine, collection « L'Âge d'or » no 39, 44 p. Réédition en 1967 sous le titre : L'Histoire des quatre petits enfants qui firent le tour du monde[5]. Traduction de François Ruy-Vidal ; Paris : Harlin Quist, 36 p. Réédition en 1970.
- 1949 : Chansons ineptes : Les Méli-mélos, Le Hibou et le Chat-Minou, Le Chapeau du Quangle Wangle[6] Traduits par Jacques Papy et Henri Parisot ; Paris, G. L. M., coll. « Voix de la terre » no 2, 27 p.
- 1960 : Bonjour M. Lear[7] Textes choisis et traduits par Robert Benayoun ; Paris : J.-J. Pauvert, coll. « Le Lycanthrope » no 3, 49 p.
- 1966 : Minette et le hibou (The Owl and the pussy-cat)[8] Paris : OZ-Whitman O.D.E.J., coll. : « Collection Vermeil » no 10, illustré par W. Wiesner. Rééditions en 1970 et 1979 : Paris : Éditions des Deux coqs d'or, coll. : Praline[9]. Réédition en 1978 sous le titre : Le Hibou et la minouchette, traduit par Henri Parisot ; illustrations de Gwen Fulton ; Paris : Flammarion[10]. Réédition en 1994 sous un nouveau titre : Féline et le hibou, illustré par Jan Brett ; adapté par Marianne Cockenpot ; Paris : Gautier-Languereau,  (ISBN 2-01-390439-8). Réédition en 2008 au Québec sous le titre : Sire Hibou et dame Chat, traduit par Lucie Papineau ; illustrations de Stéphane Jorisch, Saint-Lambert (Québec) : Dominique et compagnie,  (ISBN 978-2-89512-700-0).
- 1968 : “Limericks” et autres poèmes ineptes[11] Traduit par Henri Parisot. Illustrations de l'auteur ; Paris : Mercure de France, exemplaire no 1696, 255 p. Réédition en 2004 sous le titre Poèmes sans queue ni tête[12], très librement adaptés par François David ; ill. de Henri Galeron, Urville-Nacqueville : Motus, collection : Pommes, pirates, papillons,  (ISBN 2-907354-59-0).
- 1974 : Poèmes sans sens. Nonsense Poems.

- 1978 : Les Sept familles du lac Pipple-Popple[14] (The History of the seven families of the lake Pipple-Popple)

- 1990 : Les Mélis-Mélos (The Jumbles)

- 1992 : Journal d'un paysagiste anglais en Corse, 1868[15]

- 1997 : Femmes a-sensées

- 1997 : Nonsense

- 2005 : Fric-frac du sens

- 2009 : Un livre a-sensé (A book of nonsense)

Ces deux dernières traductions sont en vers libres rimés. Les deux précédentes respectent le compte de syllabes (pieds), ce qui ne va jamais sans chevilles, vers de mirliton, syntaxe barbare… Il est donc particulièrement difficile de traduire Edward Lear, que certains proches des surréalistes et de la 'Pataphysique avaient identifiés très tôt comme l'un de leurs précurseurs.
- 2022 : Un livre de nonsense édition bilingue traduction et postface de Patrick Reumaux, éditions Le Bruit du temps, 128 p.  (ISBN 978-2-35873-179-9)

- 2024 : Un livre de nonsense, édition bilingue, traduction et présentation de Gérald Auclin, éditions Ab irato , 290 p. (ISBN 9782911917882)

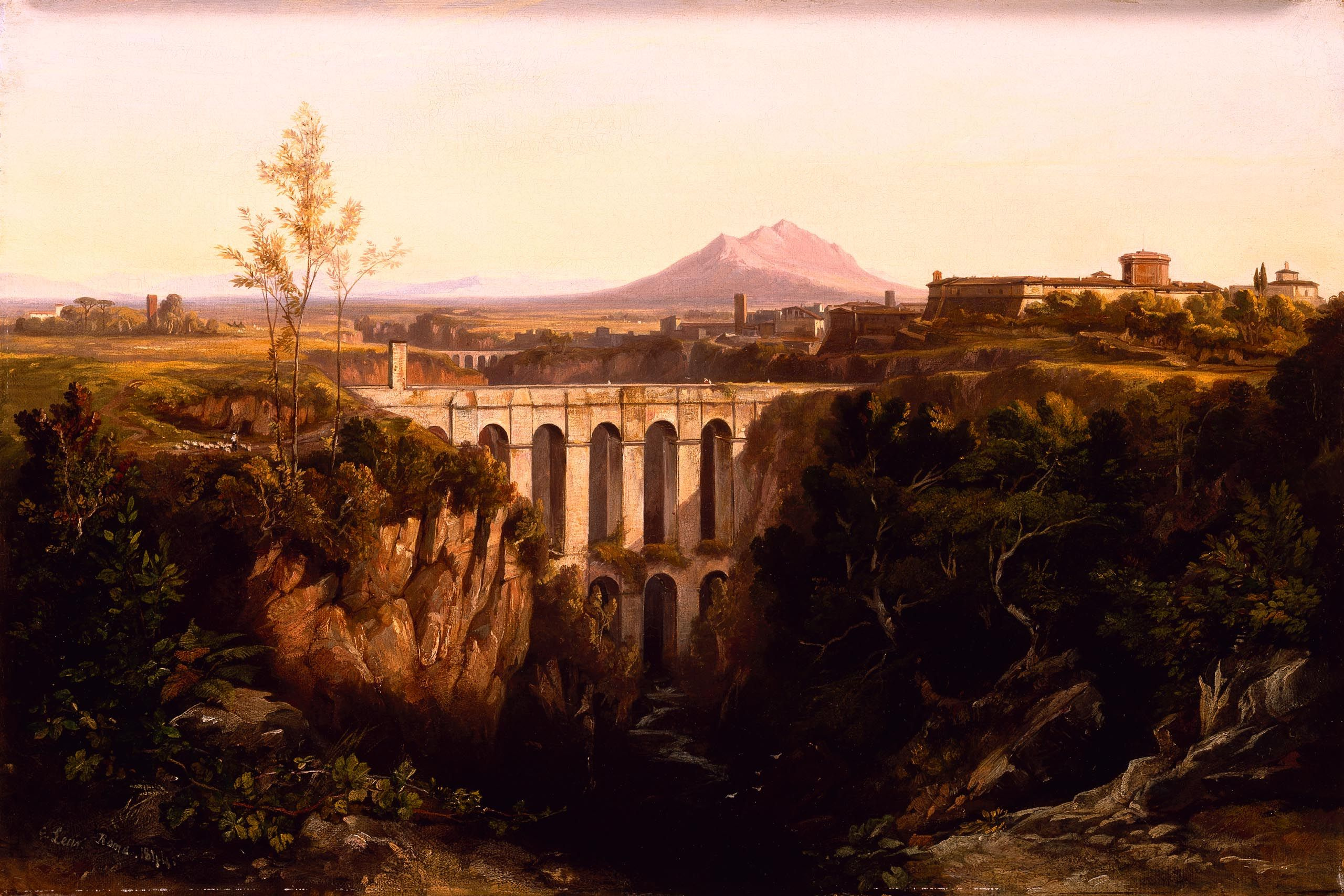
Edward Lear, Le Ponte Clementino à Civita Castellana, huile sur toile, 1844.

## Unlimerickd'Edward Lear

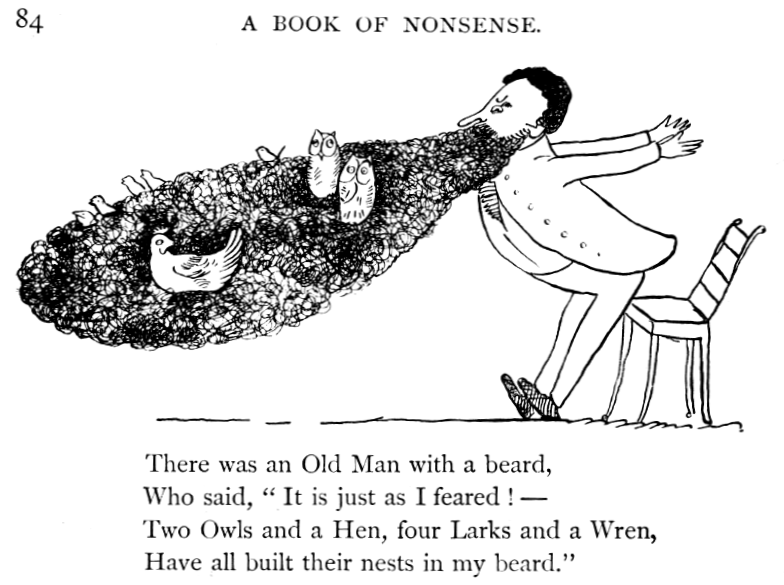
Illustration par Edward Lear du limerick proposé ci-contre, paru dans A Book of Nonsense (1861).

« Il était un vieil homme à la barbe fleurie,

Qui disait « Voyez-vous,je vous l'avais bien dit !

Un roitelet, quatre alouettes,

Deux hiboux et une poulette

Ont tous bâti leurs nids dans ma barbe fleurie ! » »
— (Traduction d'Henri Parisot)
        
« There was an Old Man with a beard,

Who said, « It is just as I feared !—

Two Owls and a Hen,

Four Larks and a Wren,

Have all built their nests in my beard! » »